# Cédric Si Mohammed
Cédric Si Mohammed, né le 9 janvier 1985 à Roanne (Loire, France), est un footballeur international algérien. Il évolue au poste de gardien de but.
Il compte une sélection en équipe nationale en 2012.

## Biographie
Le 2 octobre 2009, Si Mohamed a été appelé à l'équipe nationale A de l'Algérie pour un camp d'entraînement de 12 jours à Alger en préparation des qualifications pour le Championnat d'Afrique des Nations 2011  Le 3 mars 2010, il a fait ses débuts dans l'équipe lors d'une victoire amicale 4-0 contre le Liechtenstein.

### Jeunesse et origines
Cédric Si Mohammed est né à Roanne d'un père algérien originaire de Remchi et d'une mère française originaire de Lyon.

### Sélection nationale d'Algérie
Il est sélectionné par Vahid Halilhodžić pour la Coupe du monde 2014 au Brésil avec l'Algérie en tant que troisième gardien.
Le tableau suivant liste les rencontres de l'équipe d'Algérie dans lesquelles Cédric Si Mohammed a été sélectionné depuis le 26 mai 2012 jusqu'à présent. Il évolue désormais au club de Saint Cyr au mont d’Or qui évolue en R1

## Palmarès
- Vainqueur de la Coupe d'Algérie en 2019 avec le CR Belouizdad